# 분당수서로
분당수서로(盆唐水西路, Bundangsuseo-ro)는 경기도 성남시 분당구 구미동 농수산물센터 사거리와 서울특별시 광진구 자양동 청담대교 북단을 잇는 도로로 대부분의 구간이 자동차 전용도로에 해당한다.
이 도로는 1980년대 후반부터 분당신도시와 서울 간을 잇는 도로망 확충 계획의 일환으로 추진되었으며, 초기에는 탄천을 따라 지어진다 하여 탄천변 고속화도로라고 명명되기도 하였다. 이 도로는 구간 별로 나뉘어 순차적으로 건설되었으며 성남시 구간은 토지개발공사가, 서울특별시 구간은 서울특별시에서 공사를 진행하였다. 제일 먼저 건설된 구간은 성남시 분당구 백현동과 서울특별시 송파구 장지동 간의 6.7km 구간으로, 1990년 12월에 착공하여 1994년 9월 2일에 개통하였다. 
서울특별시 구간에 해당하는 장지 ~ 수서 ~ 올림픽대로 ~ 청담대교 구간의 경우 동부간선도로라는 이름으로도 명명되어 있다. 이 도로를 가리킬 때는 분당 ~ 수서간 도시고속화도로라는 이름으로 부르는 것이 가장 잘 알려진 명칭인데, 원래는 노선의 전체를 지칭하는 것이 아닌 분당신도시와 수서 나들목까지의 도로 구간만을 가리키는 표현이었으나 수서 나들목 ~ 올림픽대로 ~ 청담대교 구간까지 포함하여 부르는 명칭으로 점차 굳어졌다. 그렇게 굳어진 결과 2009년 7월 10일에 이 도로에 도로명주소를 부여할때 성남시 분당구 구미동 시점과 서울특별시 송파구 자양동 청담대교 북단 간의 도로 구간 전체에 대하여 분당수서로라는 이름을 부여하여 현재에 이른다.

## 역사
- 1990년 12월 : 분당 ~ 장지 도시고속화도로 6.7km 구간 착공
- 1992년 10월 : 장지 ~ 수서 도시고속화도로 3.6km 구간 착공
- 1993년 12월 31일 : 청담대교 착공[5]
- 1994년 6월 : 수내사거리 ~ 금곡동 (구미동) 5.378km 구간 착공
- 1994년 9월 2일 : 분당 ~ 장지 도시고속화도로 6.7km 구간 개통[6]
- 1995년 2월 14일 : 분당 ~ 수서 도시고속도로(성남시 분당구 사송동 ~ 수정구 복정동) 5.92km 구간을 자동차 전용도로로 지정[7]
- 1997년 1월 24일 : 수내사거리 ~ 금곡동 (구미동) 5.378km 구간 개통[8]
- 1997년 3월 24일 : 성남시 분당구 사송동 ~ 수내동 4.024km 구간을 자동차 전용도로로 지정[9]
- 1997년 5월 26일 : 장지 ~ 수서 도시고속도로(송파구 장지동 성남시계 ~ 강남구 수서동 수서 나들목) 3.9km 구간을 자동차 전용도로로 지정[10]
- 1997년 12월 2일 : 장지 ~ 수서 도시고속도로 개통[11]
- 1998년 12월 : 수서 나들목 ~ 올림픽대로 4.7km 구간 개통[12]
- 1999년 6월 30일 : 강남구 삼성동 올림픽대로 ~ 수서동 수서 나들목 4.7km 구간을 자동차 전용도로로 지정[13]
- 1999년 12월 23일 : 청담대교 개통[14]
- 2000년 6월 30일 : 청담대교 1.211km 구간을 자동차 전용도로로 지정[15]
- 2008년 12월 30일 : 풍덕천 ~ 수서.분당 연결도로 2.71km 구간 개통[16]
- 2009년 7월 10일 : 2개 이상 시·도에 걸쳐 있는 도로로 분당수서로를 고시[17]
- 2022년 3월 8일: 분당~수서 도로 상부 1.6㎞ 공원화 공사[18]
- 2023년 11월  14일: 분당-수서 도로 상부 공원화 공사 완료 및 공원 개방[19]

## 주요 경유지
서울특별시
- 광진구 (자양동)
- 강남구 (청담동 - 삼성동 - 대치동 - 일원동 - 수서동 - 자곡동)
- 송파구 (잠실동 - 문정동 - 장지동)

경기도
- 성남시
  - 수정구 (복정동 - 태평동 - 수진동 - 사송동)
  - 중원구 (성남동 - 여수동)
  - 분당구 (야탑동 - 이매동 - 서현동 - 수내동 - 정자동 - 금곡동 - 구미동)

## 노선

### 교차로 목록
- 기호
  - IC : 나들목 · 입체 교차로 (Interchange)
  - INT : 평면 교차로 (Intersection)
- (■): 일반도로 구간, 이 구간은 자동차 전용도로가 아님.
- (■): 동부간선도로 구간

| 종류                         | 이름                    | 접속 노선                                                             | 소재지             | 소재지             | 소재지             | 비고                                                                   |                    |
| 성남대로2번길 직결           | 성남대로2번길 직결      | 성남대로2번길 직결                                                    | 성남대로2번길 직결 | 성남대로2번길 직결 | 성남대로2번길 직결 | 성남대로2번길 직결                                                     | 성남대로2번길 직결 |
| ---------------------------- | ----------------------- | --------------------------------------------------------------------- | ------------------ | ------------------ | ------------------ | ---------------------------------------------------------------------- | ------------------ |
| INT                          | 농수산물센터사거리      | 성남대로 용구대로 성남대로2번길                                       | 경기도             | 성남시             | 분당구             |                                                                        |                    |
| INT                          | 이름 없음               | 성남대로43번길                                                        | 경기도             | 성남시             | 분당구             |                                                                        |                    |
| INT                          | 경기고속삼거리          | 탄천상로                                                              | 경기도             | 성남시             | 분당구             |                                                                        |                    |
| IC                           | 이름 없음               | 풍덕천 ~ 수서.분당 연결도로                                           | 경기도             | 성남시             | 분당구             | 구미/죽전방면 ↔ 서울방면 이동만 가능 구미동 방향 계속 이용시 진출 필요 |                    |
| IC                           | 이름 없음(금곡고가차도) | 돌마로 지방도 제334호선 (동막로) 국가지원지방도 제23호선 (대왕판교로) | 경기도             | 성남시             | 분당구             | 분당 방향 진출, 서울 방향 진입 전용                                    |                    |
| INT                          | 이름 없음               | 미금로                                                                | 경기도             | 성남시             | 분당구             | 서울방향 진출입 전용                                                   |                    |
| INT                          | 이름 없음               | 금곡로                                                                | 경기도             | 성남시             | 분당구             | 서울방향 진출입 전용                                                   |                    |
| INT                          | 이름 없음               | 불정로                                                                | 경기도             | 성남시             | 분당구             | 정자지하차도 구간                                                      |                    |
| INT                          | 이름 없음               | 정자로                                                                | 경기도             | 성남시             | 분당구             | 정자지하차도 구간                                                      |                    |
| INT                          | 이름 없음               | 느티로                                                                | 경기도             | 성남시             | 분당구             | 정자, 백현지하차도 이용불가 서울방향 진출입 전용                       |                    |
| INT                          | 이름 없음               | 성남대로407번길                                                       | 경기도             | 성남시             | 분당구             | 백현지하차도 구간                                                      |                    |
| INT                          | 잡월드사거리            | 백현로                                                                | 경기도             | 성남시             | 분당구             | 백현지하차도 구간                                                      |                    |
| INT                          | 수내사거리              | 분당내곡로 수내로                                                     | 경기도             | 성남시             | 분당구             | 초림지하차도 구간                                                      |                    |
| INT                          | 서현교사거리            | 분당로                                                                | 경기도             | 성남시             | 분당구             | 서현지하차도 구간                                                      |                    |
| INT                          | 매송사거리              | 국가지원지방도 제57호선 (서현로)                                      | 경기도             | 성남시             | 분당구             | 매송지하차도 구간                                                      |                    |
| INT                          | 이름 없음               | 이매로                                                                | 경기도             | 성남시             | 분당구             | 상부도로에서만 진출가능 서울방향 진출입 전용                           |                    |
| INT                          | 이름 없음               | 성남대로779번길                                                       | 경기도             | 성남시             | 분당구             | 서울방향 진출입 전용                                                   |                    |
| INT                          | 벌말사거리              | 판교로                                                                | 경기도             | 성남시             | 분당구             | 벌말지하차도 구간                                                      |                    |
| INT                          | 이름 없음               | 야탑로                                                                | 경기도             | 성남시             | 분당구             | 상부도로에서만 진출 가능 서울방향 진출입 전용                          |                    |
| INT                          | 이름 없음               | 탄천로 · 장미로                                                       | 경기도             | 성남시             | 분당구             | 서울방향 진출 전용                                                     |                    |
| IC                           | 탄천 나들목             | 산성대로 · 탄천로                                                     | 경기도             | 성남시             | 수정구             |                                                                        |                    |
| IC                           | 복정 교차로             | 헌릉로 국도 제3호선 (송파대로)                                        | 서울특별시         | 서울특별시         | 송파구             |                                                                        |                    |
| IC                           | 위례 나들목             | 탄천동로                                                              | 서울특별시         | 서울특별시         | 송파구             | 탄천고가교 구간 분당방향 진출, 서울방향 진입 전용                      |                    |
| IC                           | 자곡 나들목             | 자곡로                                                                | 서울특별시         | 서울특별시         | 강남구             | 탄천고가교 구간 분당방향 진출, 서울방향 진입 전용                      |                    |
| IC                           | 수서 나들목             | 국가지원지방도 제23호선 (양재대로)                                    | 서울특별시         | 서울특별시         | 강남구             | 수서지하차도 구간 서울방향 진출, 분당방향 진입 전용                    |                    |
| IC                           | (탄천1교)               | 남부순환로                                                            | 서울특별시         | 서울특별시         | 강남구             | 탄천2고가교 구간 분당방향 진출, 서울방향 진입 전용                     |                    |
| IC                           | 청담대교분기점          | 올림픽대로 봉은사로                                                   | 서울특별시         | 서울특별시         | 강남구             | 탄천2고가교 구간 서울방향 진출, 분당방향 진입 전용                     |                    |
| IC                           | 청담대교 북단           | 국도 제46호선 (강변북로) 능동로                                       | 서울특별시         | 서울특별시         | 광진구             |                                                                        |                    |
| 동부간선도로 · 강변북로 직결 |                         |                                                                       |                    |                    |                    |                                                                        |                    |

### 교량(고가) · 지하차도
명칭이 확인된 시설만 나열하였다.
- 동막천1교
- 금곡고가차도
- 정자지하차도
- 백현지하차도
- 초림지하차도
- 서현지하차도
- 매송지하차도
- 매송2교
- 벌말지하차도
- 탄천교
- 대원천고가교
- 단대천교
- 독정천교
- 태평지하차도
- 복정고가교
- 탄천고가교
- 수서지하차도
- 탄천2고가교
- 청담대교 (1,211m)

## 풍덕천 ~ 수서.분당 연결도로
이 도로는 경기도 용인시 기흥구 보정동 르노자동차삼거리에서 시작되어 성남시 분당구 구미동에서 분당수서로와 직결되는 연장 2.71km의 연결 도로이다. 기점 인근에서 포은대로와의 교차점인 풍덕천삼거리를 고가로 통과하며, 경부고속도로 죽전휴게소의 하부를 통과한다. 판교택지개발사업의 입주민과 성남시, 용인시 지역의 교통난 해소를 위해 건설되었다. 자동차 전용도로로 지정되지는 않았으나 이륜자동차의 진입은 제한된다.

## 같이 보기
- 동부간선도로
- 분당수서도시고속화도로
- 영동대로복합환승센터